# كسرى الثالث
كسرى الثالث (بالفارسية: خسرو سوم) ملك ساساني منافس حكم خراسانفي فترة وجيزة في عهد القائد شهربراز من عائلة مهران الذي سيطر على الإمبراطورية الساسانية بعد أن حاصر قطسيفون. ويكون كسرى الثالث ابن شقيق كسرى الثاني. اغتيل من قبل حاكم المقاطعة بعد فتر قصيرة من حكمه.